# São Miguel de Lousada
São Miguel de Lousada is een plaats (freguesia) in de Portugese gemeente Lousada en telt 948 inwoners (2001).